# 設施等機關
設施等機關（日语：／ Shisetsu-tō-kikan */?）為日本內閣府（含宮內廳、委員會、廳）及《國家行政組織法》第3條第2項規定之行政機關（省、委員會、廳）設立的試驗研究機關、檢查檢定機關、文教研修設施（包含類似機關與設施）、醫療更生設施、矯正收容設施與作業設施的總稱。依據1984年7月1日實施的《國家行政組織法》修正條文，原先的「附屬機關」細分為「審議會等」、「設施等機關」、「特別機關」。

## 設施等機關一覽
| - 內閣府 - 經濟社會綜合研究所 - 迎賓館 - 宮內廳 - 正倉院事務所 - 御料牧場 - 總務省 - 自治大學校 - 情報通信政策研究所 - 統計培訓所 - 消防廳 - 消防大學校 - 法務省 - 刑務所 (59) - 少年監獄 (8) - 拘置所 (7) - 少年院 (52) - 少年鑑別所 (52) - 婦女輔導院 - 入國者收容所 (3) - 法務綜合研究所 - 矯正培訓所 - 公安調查廳 - 公安調查廳培訓所 - 外務省 - 外務省培訓所 - 財務省 - 財務綜合政策研究所 - 會計中心 - 關稅中央分析所 - 稅關培訓所 | - 國稅廳 - 稅務大學校 - 文部科學省 - 國立教育政策研究所 - 科學技術政策研究所 - 厚生勞動省 - 檢疫所 (13) - 國立痲瘋病療養所 (13) - 國立醫藥品食品衛生研究所 - 國立保健醫療科學院 - 國立社會保障、人口問題研究所 - 國立感染症研究所 - 國立兒童自立支援設施 (2) - 國立光明寮 (4) - 國立保養所 (2) - 國立智能障礙兒童設施 - 國立身體障礙者復健中心 - 農林水產省 - 植物防疫所 (4) - 那霸植物防疫事務所 - 動物檢疫所 - 動物醫藥品檢查所 - 農林水產培訓所 - 農林水產政策研究所 | - 林野廳 - 森林技術綜合培訓所 - 經濟產業省 - 經濟產業培訓所 - 國土交通省 - 國土交通政策研究所 - 國土技術政策綜合研究所 - 國土交通大學校 - 航空保安大學校 - 氣象廳 - 氣象研究所 - 氣象衛星中心 - 高層氣象台 - 地磁氣觀測所 - 氣象大學校 - 海上保安廳 - 海上保安大學校 - 海上保安學校 - 環境省 - 環境調查培訓所 - 原子能管制委員會 - 原子能安全人才育成中心 - 防衛省 - 防衛大學校 - 防衛醫科大學校 - 防衛研究所 |

## 另見
- 獨立行政法人
- 外局

## 外部連結
- 內閣府設置法
- 國家行政組織法
- 宮內廳法